# Fogliano
Fogliano is een plaats (frazione) in de Italiaanse gemeente Cascia.